# Kanarieöarna

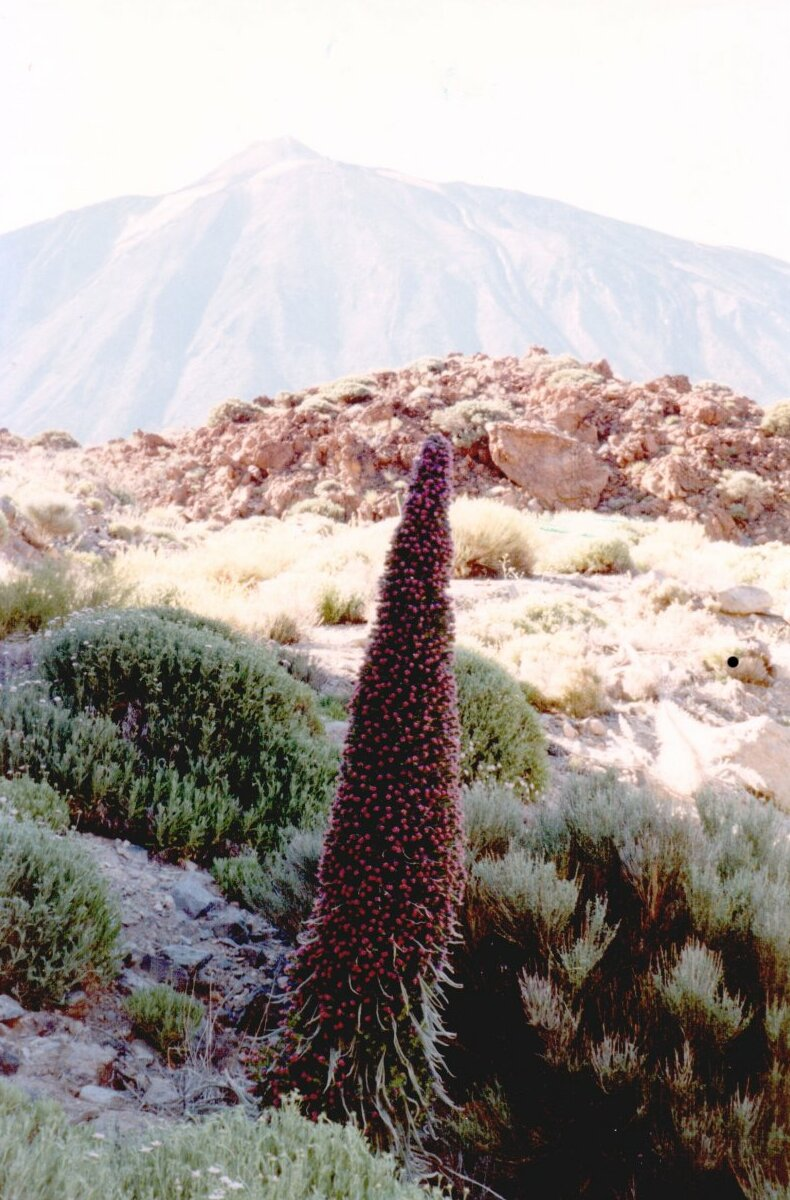
Tajinaste (Teide, Teneriffa).

Kanarieöarna (spanska: Islas Canarias, av latinets Insulae canariae, "Hundöarna", efter det latinska ordet Canis vilket betyder hund) är en spansk ögrupp och autonom region, belägen i Atlanten, utanför Afrikas västra kust. Öarna är belägna cirka 1 500 km från Madrid och deras avstånd till Afrika är mellan 95 och 450 kilometer. Kanarieöarna räknas geografiskt till Afrika, men politiskt till Europa.
Ögruppen består av sju större öar: Teneriffa, Fuerteventura, Gran Canaria, Lanzarote, La Palma, La Gomera, El Hierro men även sex mindre obebodda öar. 
Befolkningen är huvudsakligen koncentrerad till de två huvudstadsöarna: cirka 43 % på ön Teneriffa och 40 % på ön Gran Canaria. Huvudstaden delas mellan städerna Las Palmas de Gran Canaria och Santa Cruz de Tenerife.

## Historia
Redan före början av vår tideräkning fanns en inhemsk befolkning på vissa öar. De härstammar från Nordafrika och det är oklart när de bosatte sig där, men sannolikt för mellan två- och tretusen år sedan.
Kanarieöarna har varit kända av européer sedan antiken och troligtvis upptäcktes öarna av Hanno Sjöfararen från Karthago då han omkring 510-talet f.Kr. gjorde en upptäcktsresa längs den afrikanska västkusten. De kan emellertid ha varit kända redan av fenicierna som sökte efter det eftertraktade röda färgämnet i lavar, eftersom Kanarieöarna ibland kallas Purpuröarna eller sammankopplas med Hesperiderna. Historiska öar i den östra Atlanten förknippas ofta med Kanarieöarna och med Brendans legendariska resor.
Från 1290-talet och framåt besökte flera sjöfarare från Mallorca, Portugal och Genua öarna. Lancelotto Malocello bosatte sig på Lanzarote 1312. Mallorkinerna drev en missionsstation på ön mellan 1350 och 1400 tillsammans med en biskop. 
År 1344 lät påven kröna Luis de la Gerda, en ättling av Alfons X av Kastilien, till konung över öriket, men denne tog det aldrig i besittning. Det gjorde inte heller Robert de Bracamonte, som fick öarna som gåva av Henrik III av Kastilien och därefter överlät riket åt Juan de Béthencourt.
På 1400-talet och långt senare ansågs västligaste delen av El Hierro vara världens ände.[källa behövs] Denna punkt blev också på 1600-talet av Richelieu utsedd till referenspunkt för noll-meridianen på kartor, senare ersatt av Greenwich-meridianen. På kartor anges referenspunkten med det franska namnet på ön, Ferro.

### Urinvånarna
Vid tiden då öarna upptäcktes av européerna beboddes de av urinvånare med namn efter öarna de bodde på. Guancher på Teneriffa (Chenerfe) är mest kända. Dessutom bodde bimbacher på El Hierro (Esero el. Fero), gomerer på La Gomera (Gumera), auaritar på La Palma (Benahoare), majos på Lanzarote och Fuerteventura (erövrarna gav majos namnet majoreros). Ingen känner namnen på urinvånarna på Gran Canaria. På tre av öarna, La Gomera, Teneriffa och La Palma levde två mycket olika folkgrupper. Gran Canaria hade invånare med ursprung från minst tre olika kulturer. En av teorierna gör gällande att de kom dit med hjälp av fenicierna eller romarna men det troliga är att de hamnade där då de emigrerade från det nordafrikanska fastlandet. På alla öar befann sig invånarna på stenåldersstadiet, vilket ger intryck av en isolerad tillvaro tills européerna kom.
Den huvudsakliga ekonomiska sysselsättningen bland urinvånarna var fåravel, jordbruk, fiske och att plocka vilda frukter. Jordbruk dominerade på Gran Canaria. Från 1500-talet gifte många spanjorer och spanjorskor sig med urinvånare [källa behövs] och drag från urinvånarna går idag att se hos vissa av de kanariska invånarna.

### Kanarieöarna erövras
År 1402 påbörjades erövringen av Kanarieöarna i och med en expedition till Lanzarote som genomfördes av Juan de Béthencourt och Gadifer de la Salle, två höga normander som var Henrik III av Kastiliens vasaller. Därifrån fortsatte de mot Fuerteventura och El Hierro. Béthencourt fick titeln Kanarieöarnas kung men såg ändå Henrik III som sin överordnade. Béthencourt byggde även upp en bas på La Gomera men det var långt innan den ön erövrades. Människorna på La Gomera, Gran Canaria, Teneriffa och La Palma stod emot den spanska invasionen i nästan 100 år.
Erövringen av Kanarieöarna som tog nästan hundra år föregick erövringen av den nya världen med ett totalt tillintetgörande av den inneboende kulturen och en snabb övergång till kristendomen. På grund av topografin och motståndet från de infödda guancharna slutfördes inte erövringen av den sista ön, Teneriffa, förrän 1496 då Kanarieöarna införlivades med det kastilianska kungadömet. Mellan 1448 och 1459 pågick en kris mellan Kastilien och Portugal om vem som skulle ha kontrollen över öarna då Maciot de Bethencourt sålde sin makt över Lanzarote till prins Henrik Sjöfararen. Denna åtgärd accepterades inte av de infödda eller av de kastilianska inneboende på ön som påbörjade en revolt och fördrev portugiserna från ön.

## Geografi

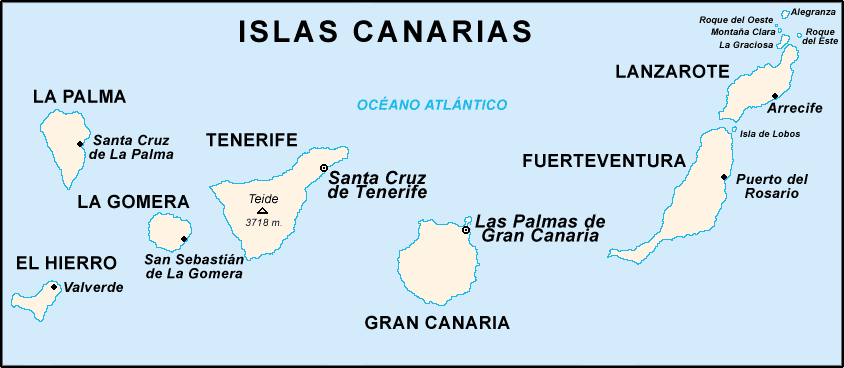
Kanarieöarna

De sju huvudöarna och deras huvudstäder är:
- Teneriffa (huvudstad Santa Cruz de Tenerife)
- Gran Canaria (huvudstad Las Palmas de Gran Canaria)
- Fuerteventura (huvudstad Puerto del Rosario)
- Lanzarote (huvudstad Arrecife)
- La Palma (huvudstad Santa Cruz de La Palma)
- La Gomera (huvudstad San Sebastián de La Gomera)
- El Hierro (huvudstad Valverde)

Ögruppen består även av sex mindre öar:
- Alegranza
- La Graciosa, den enda bebodda av småöarna
- Isla de Lobos
- Montaña Clara
- Roque del Este
- Roque del Oeste

| Flagga | Vapen | Ö               | Huvudort                   | Area (km2) | Invånare (2010) | Invånare/km2 |
| ------ | ----- | --------------- | -------------------------- | ---------- | --------------- | ------------ |
|        |       | El Hierro       | Valverde                   | 268,71     | 10 960          | 40,79        |
|        |       | Fuerteventura   | Puerto del Rosario         | 1 660      | 103 492         | 62,34        |
|        |       | Gran Canaria    | Las Palmas de Gran Canaria | 1 560,1    | 845 676         | 542,07       |
|        |       | La Gomera       | San Sebastián              | 369,76     | 22 776          | 61,6         |
|        |       | Lanzarote       | Arrecife                   | 845,94     | 141 437         | 167,2        |
|        |       | La Palma        | Santa Cruz de La Palma     | 708,32     | 86 324          | 121,87       |
|        |       | Tenerife        | Santa Cruz de Tenerife     | 2 034,38   | 906 854         | 445,76       |
| –      | –     | La Graciosa     | Caleta de Sebo             | 29,05      | 658             | 22,65        |
| –      | –     | Alegranza       | –                          | 10,3       | –               | –            |
| –      | –     | Isla de Lobos   | –                          | 4,5        | –               | –            |
| –      | –     | Montaña Clara   | –                          | 1,48       | –               | –            |
| –      | –     | Roque del Este  | –                          | 0,06       | –               | –            |
| –      | –     | Roque del Oeste | –                          | 0,015      | –               | –            |

Öarna bildar Makaronesien tillsammans med Azorerna, Kap Verde, Madeira och Selvagensöarna. Vulkanen Teide på Teneriffa är Spaniens högsta berg och den tredje största vulkanen i världen. Öarnas geografiska läge och passadvindarna gör att klimatet kan vara milt och fuktigt eller väldigt torrt. Flera växtarter är fridlysta som till exempel Laurisilvaskogarna.
Fyra av Spaniens nationalparker ligger på Kanarieöarna vilket är fler än i någon annan spansk autonom region:
- Parque Nacional de la Caldera de Taburiente på La Palma
- Garajonay nationalpark på La Gomera
- Teide nationalpark på Tenerifa
- Timanfaya nationalpark på Lanzarote

## Politik
Rivaliteten mellan Santa Cruz på Teneriffa och Las Palmas på Gran Canaria om vilken stad som skulle vara huvudstad på Kanarieöarna delade 1927 ögruppen i två provinser, Santa Cruz de Tenerife och Las Palmas de Gran Canaria.
Under perioden för den andra spanska republiken började arbetarnas marxistiska och anarkistiska ideologier att utvecklas och de leddes av bland andra Jose Miguel Perez och Guillermo Ascanio. Organisationerna var dock i minoritet i de flesta kommuner.
1936 reste Francisco Franco till Kanarieöarna som generalkommendant. Den 17 juli gjorde han en militär revolution och tog snabbt kontroll över hela ögruppen utom på ett fåtal ställen på La Palma och i staden Vallehermosa på La Gomera där han fick för stort motstånd. Trots att det inte var ett riktigt krig så var det en av de platser där det största militära trycket under förkrigstiden ägde rum.
Oppositionen mot Francos regim började inte att ta form förrän i slutet av 1950-talet då grupper som Partido Comunista de España (Spanska kommunistpartiet) och olika nationalistiska, vänsterinriktade och oberoende befrielserörelser startades.
Efter Francos död och införandet av en demokratisk konstitutionell monarki lades ett förslag fram om autonomi för Kanarieöarna, vilket genomfördes 1982. 1983 hölls de första autonoma valen och de vanns av det spanska socialistiska partiet, PSOE. 2024 är det regerande partiet Coalición Canaria.

### Parlament
Kanarieöarnas parlament, baserat i Santa Cruz de Tenerife, består av 70 ledamöter som väljs genom allmän val. Teneriffa och Gran Canaria väljer 15 ledamöter vardera; La Palma, Fuerteventura och Lanzarote, 8 vardera; och La Gomera och El Hierro, 4 respektive 3 ledamöter. Vid de senaste valen tillkom en regionlista med 9 ledamöter. Dess funktioner är utarbetandet av lagar, godkännandet av de regionala budgetarna, kontrollen av den regionala regeringen och utnämningen av senatorerna som representerar Kanarieöarna (det finns också de som väljs direkt av medborgarna i varje övalkrets).
Den 10:e mandatperioden för Kanarieöarnas parlament började den 25 juni 2019 med den konstituerande sessionen i kammaren där de 70 parlamentariker som valdes i valet den 26 maj samma år tillträdde. 
| Partigrupper i Kanarieöarnas parlament |         |                                                                      |                              |                           |        |
| Namn                                   | Partier | Partier                                                              | Talesperson                  | Ledare                    | Mandat |
| G.P. Socialista Canario                |         | Partido Socialista de Canarias (PSC)                                 | María Dolores Corujo Berriel | Ángel Víctor Torres Pérez | 19     |
| G.P. Nacionalista Canario (CC)         |         | Coalición Canaria (CC): 17 Agrupación Herreña Independiente (AHI): 1 | José Miguel Barragán Cabrera | Fernando Clavijo Battle   | 17     |
| G.P. Popular                           |         | Partido Popular de Canarias (PP)                                     | Manuel Domínguez González    | Manuel Domínguez González | 13     |
| G.P. Nueva Canarias                    |         | Nueva Canarias (NCa)                                                 | Román Rodríguez Rodríguez    | Román Rodríguez Rodríguez | 5      |
| Grupo Mixto                            |         | Agrupación Socialista Gomera (ASG)                                   | Casimiro Curbelo Curbelo     | Casimiro Curbelo Curbelo  | 3      |
| Grupo Mixto                            |         | Vox                                                                  | Nicasio Galván Sasia         | Nicasio Galván Sasia      | 3      |

### Regering
Kanarieöarnas regering, med säte i Santa Cruz de Tenerife och Las Palmas de Gran Canaria,  utövar den verkställande makten och regeringschefen och regionråden som ansvarar för de olika förvaltningarna. Regeringschef är Fernando Clavijo Batlle, från Coalición Canaria.

## Ekonomi

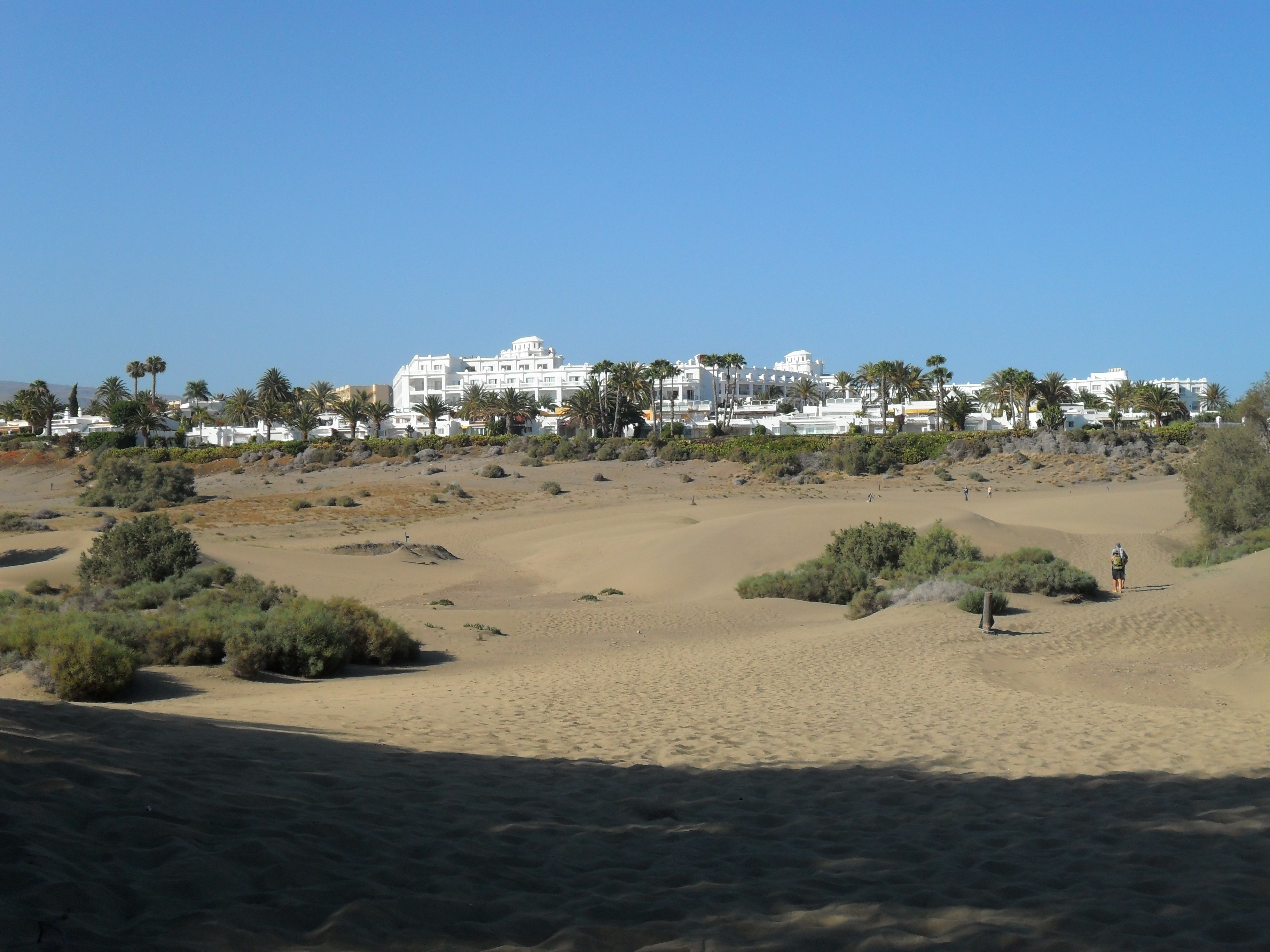
Maspalomas på Gran Canaria.

Efter erövringen införde spanjorerna en ny ekonomisk modell som baserades på produktion av enstaka produkter. Först skördades sockerrör och därefter vin vilka var viktiga varor i handeln med England. Under denna period grundades de första institutionerna inom regeringen.
Öarna blev en viktig plats för handelsvägarna mellan Amerika, Afrika och Indien. La Palma blev en av de viktigaste hamnarna i det Spanska imperiet. Santa Cruz på La Palma blev en viktig stad för spanska erövrare, handelsmän och missionärer på vägen till den nya världen. Handelsvägen innebar stora framgångar för det sociala livet på öarna. De fick ett högt välstånd och drog till sig köpmän och äventyrare från hela Europa. Magnifika palats och kyrkor byggdes på La Palma under denna framgångsrika och expansiva period och ett av de finaste exemplen på arkitektur från den perioden är El Salvador-kyrkan från 1400-talet.
På grund av en kris i enproduktsproduktionen på 1700-talet och framåt orsakade de spanska amerikakoloniernas oberoende en recession på Kanarieöarna under 1800-talet. En ny produkt, färgämnet koschenill, började då att skördas från en lus som lever på kaktusar, vilket räddade öarnas ekonomi. Under 1800-talet och första halvan av 1900-talet emigrerade många invånare på grund av ekonomiska kriser på öarna. De flesta emigrerade till Amerika. I början av 1900-talet introducerade engelsmän bananer som en ny skördeprodukt för export.
Ekonomin mätt som BNP är 25 miljarder euro vilket är dubbelt så högt som Costa Rica och en tredjedel av Venezuelas ekonomi. Det är den starkaste ekonomin i den macaronesiska zonen. Kanarieöarna hade en årlg tillväxt på 5 procent mellan 1982 och 2001 vilket till största delen berodde på utländska företag som investerade i fastigheter och hotell samt den Europeiska investeringsfonden som bidrog med nära 11 miljarder euro under perioden 2000-2007. Kanarieöarna är ett region 1-område inom EU och kan därför ta del av omstruktureringsfonder.
Kanarieöarnas ekonomi är idag baserad på turism som utgör 32 % av öarnas BNP. Cirka 10 miljoner turister besöker varje år öarna. Tillverkningsindustrin utgör nästan 20 % av BNP och tropiskt jordbruk, framför allt bananer och tobak, utgör grunden för export till Europa och USA. Många ekologer befarar att öns naturresurser kan komma att överexploateras.
Kanarieöarna ligger utanför EU:s momsområde men politiskt helt inom Spanien och EU. ISO 3166-1 α-2-koden IC är reserverad för Kanarieöarna vid utlandsaffärer. Momsen är mycket lägre på öarna, så varor är därför vanligen billigare på Kanarieöarna än i övriga Spanien. Valutan är euro. Kanarieöarna tillhör också Schengen-området.

### Turiststatistik
Antal turister som besökte Kanarieöarna 2016, per destination ö (i tusen):
- Tenerife – 4 885,9
- Gran Canaria – 3 654,8
- Lanzarote – 2 328,7
- Fuerteventura – 1 914,1
- La Palma – 221,5
- La Gomera, El Hierro – 109,3

## Befolkning

### Religion

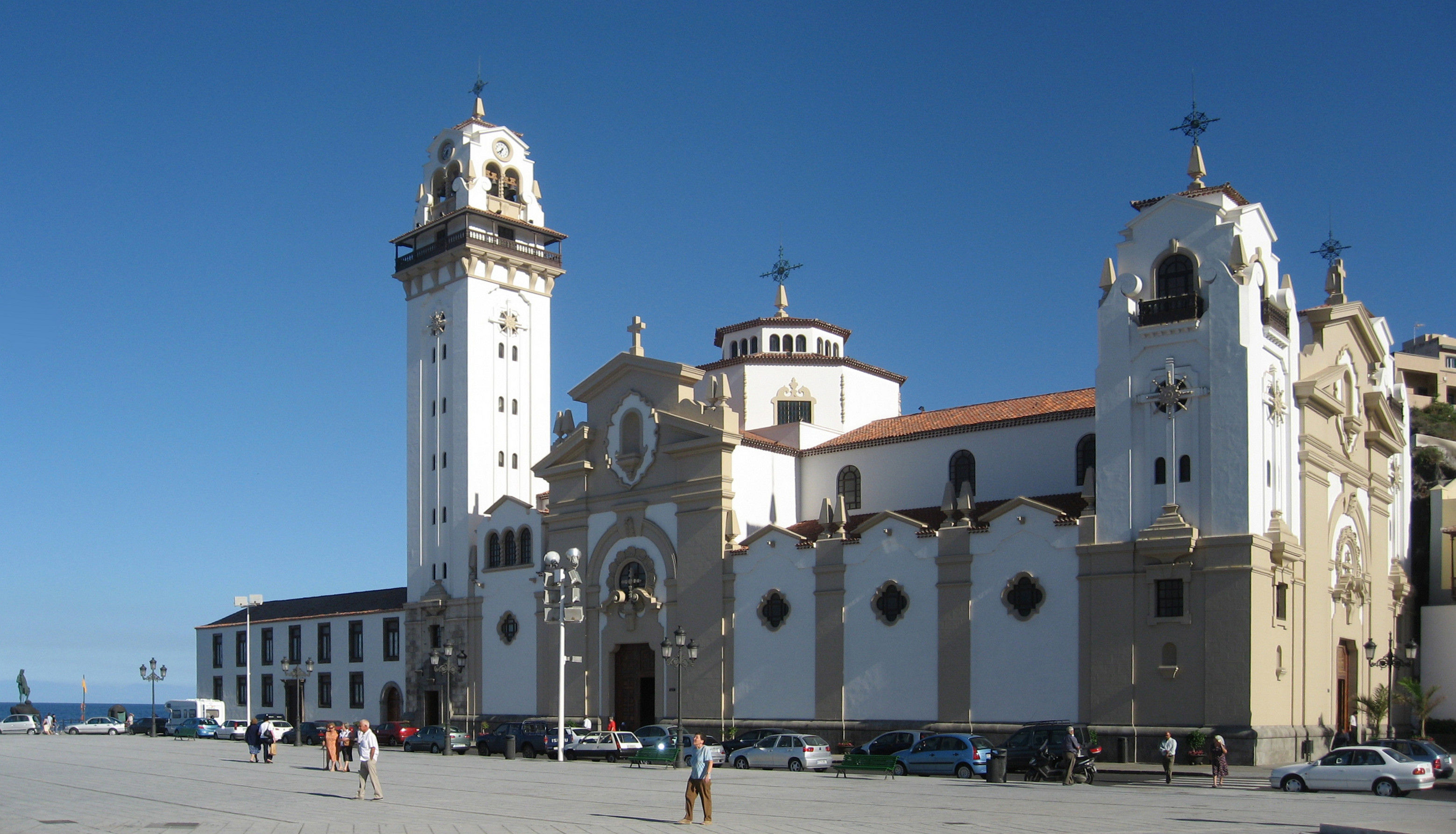
Basílica de Candelaria på Teneriffa.

Merparten av befolkningen tillhör den Romersk-katolska kyrkan, men främst på grund av turismen är andra viktiga minoritetsreligioner som islam, hinduism, buddhism, evangelikalism, judendomen, afrikanska religioner, kinesiska religioner, Bahá'í och inhemska neopaganism sätt Iglesia del Pueblo Guanche.
Kanarieöarna är indelade i två katolska stift:
- Canariense stift, omfattar östra öarna: Gran Canaria, Fuerteventura och Lanzarote. Huvudkontoret för den lokala stiftet är Katedralen i Sankta Anna på Las Palmas de Gran Canaria.
- San Cristóbal de La Laguna stift mer känd som Teneriffa stift eller Nivariense stift, omfattar de västra öarna: Teneriffa, La Palma, La Gomera och El Hierro. Huvudkontoret för den lokala stiftet är Katedralen i San Cristóbal de La Laguna på Teneriffa.

Å andra sidan är den viktigaste helgedom för pilgrimsfärd skärgården Basílica de Candelaria på Teneriffa, den plats där bilden av skyddshelgon för Kanarieöarna, Jungfrun av Candelaria. På Kanarieöarna föddes två katolska helgon: Pedro de Betancur och Jose de Anchieta, båda missionärer i Guatemala och Brasilien.

## Kultur

### Idrott
- Fotboll: Kanarieöarna har två fotbollslag där CD Tenerife från Santa Cruz de Tenerife spelar i Liga Adelante, näst högsta divisionen (säsongen 2010–2011). UD Las Palmas från Gran Canaria som spelar i Liga BBVA, den högsta divisionen. Senast Las Palmas spelade i högsta serien var säsongen 2004–2005. CD Tenerife nådde kvartsfinal i UEFA-cupen 1996.
- Motorsport: Åren 1992–2003 kördes Race of Champions på Gran Canaria.